# Playlista
Playlista (eng. playlist) je lista audio i video datoteka koje se može izvoditi na medijskom playeru, bilo u nizu ili nasumice (promiješano ili nasumično). U najopćenitijem obliku audio playlista je jednostavno lista skladba i ponekad petlja. Riječ ima nekoliko specijaliziranih značenja u području televizijskog i radijskog emitiranja i osobnih računala.
Playlista također može biti lista snimljenih naslova na digitalnom video disku. Na internetu playlista može biti popis nastavaka u filmskom serijalu; na primjer Flash Gordon na planetu Mongu dostupan je na YouTubeu kao playlista od trinaest uzastopnih videonastavaka.

## Datotečni formati
- .asx
- .bio
- .fpl
- .kpl
- .m3u/.m3u8
- .pla
- .aimppl
- .plc
- .mpcpl
- .pls
- .smil
- .vlc
- .wpl,
- .xspf
- .zpl